# Anthony Rogie
Anthony Rogie (* 2. Juni 1991 in Paris) ist ein französischer ehemaliger Fußballspieler.

## Karriere
Rogie rückte 2009 als 18-Jähriger in die Reservemannschaft des RC Lens auf und kam in der vierten Liga fortan zu regelmäßigen Einsätzen. Dem folgte 2010 sein erster Profivertrag, mit dem er sich für drei Jahre an Lens band. Allerdings wurde er weiterhin ausschließlich für die zweite Auswahl berücksichtigt. Es dauerte zwei weitere Jahre, bis er im August 2012 erstmals in den Profikader berufen wurde. Nachdem er bei diesem Spiel trotzdem nicht eingesetzt worden war, gelang ihm am 5. Oktober beim 1:0 gegen Chamois Niort sein Debüt in der zweiten Liga, bei dem er zugleich in der Startformation stand.